# Bouvreuil des Philippines
Pyrrhula leucogenis
Espèce
Statut de conservation UICN

 LC  : Préoccupation mineure
Le Bouvreuil des Philippines (Pyrrhula leucogenis) est une espèce de passereaux appartenant à la famille des Fringillidae. On le trouve uniquement aux Philippines, plus particulièrement sur les îles de Luçon et de Mindanao.

## Distribution
Cet oiseau peuple les Philippines (îles de Mindanao et Luçon).

## Sous-espèces
D'après la classification de référence (version 5.2, 2015) du Congrès ornithologique international, cette espèce est constituée des sous-espèces suivantes (ordre phylogénique) :
- P. l. leucogenis Ogilvie-Grant, 1895 du nord de Luçon (mont Polis, Lepanto, Zambales et Cordillère) ;
- P. l. steerei Mearns, 1909 de Mindanao (monts Apo, Hilong-Hilong, Katanglad, Malindang et Mayo).

Quatre sous-espèces (leucogenis, steerei, apo et coriaria) ont été décrites mais seules ces deux-ci sont actuellement reconnues.

## Habitat
Ce bouvreuil endémique des Philippines est inféodé aux forêts humides de chênes sur les flancs des collines et dans les vallées de montagne jusqu’à 1 750 m d’altitude où il fréquente les différents étages de la végétation, de la canopée au sous-bois.

## Alimentation
Elle se compose de baies d’une viorne endémique (Viburnum glaberrimum) adoxacée mais la plante de prédilection de ce bouvreuil insulaire est une urticacée (Dendrocnide densiflora) dont il se nourrit des bourgeons et des petits fruits.

## Nidification
Le nid et les œufs n’ont toujours pas été décrits et il n’existe qu’une seule donnée indiquant que des oiseaux avec des gonades gonflées ont été signalés en mars et en avril.

## Statut
L’espèce n’est pas globalement considérée comme menacée par BirdLife International (2010) mais les rapports de plusieurs expéditions ont mentionné des signes de bûcheronnage et d’autres activités humaines dégradant l’habitat.